# František Elfmark
František Elfmark (* 19. října 1978 Uherské Hradiště) je český webdesigner a grafik, politik, v letech 2017 až 2021 poslanec Poslanecké sněmovny PČR, od roku 2014 zastupitel města Uherské Hradiště. V období od roku 2014 do 2018 byl radní města Uherské Hradiště (resorty životní prostředí, informační technologie, sociální oblast a zdravotnictví). Od roku 2019 člen Pirátů.

## Život
Vystudoval obor počítačové elektronické systémy na Soukromé střední odborné škole v Kunovicích. Dále pak pokračoval studiem oboru aplikace výpočetní techniky v telekomunikacích na Vyšší odborné škole elektrotechnické v Olomouci, kde získal titul DiS. Od roku 2016 studoval kombinovanou formou obor marketingové komunikace na Univerzitu Tomáše Bati ve Zlíně. V roce 2019 univerzitu dokončil státní zkouškou a získal titul Bc.
Kromě IT prostředí ho oslovila tvorba grafiky a internetových stránek, které se začal věnovat již při škole. V roce 2001 po ukončení studia nastoupil do rodinné firmy na pozici IT technika a grafika, kde postupně nacházel nové výzvy a prohluboval své znalosti v oborech grafický design a informační technologie.
Od roku 2011 začal podnikat jako OSVČ v oboru tvorby internetových stránek a grafických pracích. Ve stejném roce využil také možnosti nastoupit na hlavní pracovní poměr do propagačního oddělení uherskohradišťského Klubu kultury. Je zde zodpovědný za sazbu a tvorbu grafiky, městského zpravodaje, administraci a správu veškerých internetových stránek.
František Elfmark žije s rodinou ve městě Uherské Hradiště, konkrétně v místní části Míkovice. Veřejně se angažuje jako zakladatel a jednatel zapsaného spolku Přátelé zpětné vazby (spolek podporuje začínající a amatérské hudební i jiné umělecké skupiny na Slovácku). Je členem Českého svazu ochránců přírody.

## Politické působení
V minulosti byl členem hnutí Zdravé Hradiště (ZH). V komunálních volbách v roce 2014 byl z pozice lídra kandidátky tohoto hnutí zvolen zastupitelem města Uherské Hradiště. V listopadu 2014 se navíc stal uvolněným radním města pro oblast životního prostředí, informatiky a sociálních věcí. Ještě v listopadu 2014 opustil po neshodách hnutí Zdravé Hradiště (členem byl od března téhož roku). V komunálních volbách v roce 2018 obhájil jako nestraník za Piráty post zastupitele města Uherské Hradiště, ve volbách v roce 2022 byl opět zvolen (tentokrát již jako člen strany).
Stal se podporovatelem Pirátů. Ve volbách do Poslanecké sněmovny PČR v roce 2017 kandidoval jako nestraník za Piráty ve Zlínském kraji. Vlivem 1 504 preferenčních hlasů skončil nakonec první (původně figuroval na 2. místě kandidátky) a tím byl zvolen poslancem. Od roku 2019 je členem Pirátů.
Byl místopředsedou Petičního výboru Poslanecké sněmovny a členem Výboru pro životní prostředí. Jako poslanec se věnoval právě především problematice životního prostředí, zejména odpadové legislativě a implementací evropských směrnic.
V červenci 2018 inicioval změny v zázemí Poslanecké sněmovny, která přestala používat plastové nádobí a vybavila prostory odpadkovými koši na tříděný odpad. Byl zastáncem zachování vlka v krajině, protože jej považoval za přirozeného predátora, který reguluje přemnoženou zvěř.
Ve volbách do Poslanecké sněmovny PČR v roce 2021 byl z pozice člena Pirátů lídrem kandidátky koalice Piráti a Starostové ve Zlínském kraji, ale nebyl zvolen. Mandát poslance se mu tak nepodařilo obhájit.
Ve sněmovních volbách v roce 2025 kandiduje z předposledního 21. místa kandidátní listiny Pirátů ve Zlínském kraji.